# Rencong
Der Rencong, auch Renchong, Rentjoeng, Rentjong, Reuntjong, Rintjoeng, Roentjau, ist ein Dolch aus der Provinz Aceh an der Nordspitze Sumatras.

## Beschreibung
Der Rencong hat eine gerade, einschneidige Klinge. Die Klinge wird vom Heft zum Ort schmaler und läuft spitz zu. Die Klinge hat manchmal leichte Grate (indon. Beuneung Si Urat), die abgerundet und hervorgehoben sind. Bei manchen Versionen kommen auch Hohlschliffe (indon. Kuro) vor. Der Klingenrücken ist gerade, die Schneide ist leicht s-förmig. In der Heftmitte hat die Klinge eine Verbreiterung (indon. Duru Seuke), die auch als eine Art Handschutz dient. Das Heft kann aus verschiedenen Materialien hergestellt werden, zum Beispiel aus Holz, Horn, Elfenbein, schwarzer Koralle (indon. Akar Bahar), Stoßzähnen von Seekühen (indon. dugong) oder Zähnen des Pottwals. Kostbare Versionen sind vergoldet, kunstvoll geschnitzt, oder mit Einlegearbeiten verziert.
Die Hefte gibt es in verschiedenen Versionen die folgendermaßen beschrieben werden:
1. Hulu Meuccange:  Dieser „gebogenes Heft“-Typ hat eine Verdickung in der Mitte des eiförmigen Heftes. Oberhalb dieser Verdickung biegt das Heft zum Klingenrücken hin um. Dieser Teil ist rund und wird zum Heftende erst ein wenig dicker und zum Knauf hin dünner. Das Ende ist glatt abgeschnitten. Das am meisten benutzte Material für diesen Hefttyp ist Horn. Wenn sie aus Elfenbein hergestellt sind, bestehen die Hefte aus zwei Teilen, die am Heft zusammen befestigt werden.
2. Hulu Puntung: Von diesem Typ gibt es zwei Varianten: 
  1. Mit einem stumpfen, abgerundeten Knauf, der oft an den Seiten abgeflacht ist.
  2. Mit einer flachen v-förmigen Ausschnitzung, welche mit geschnitzten blattförmigen Ornamenten bedeckt ist.
3. Hulu Dandan: Eine Heftform, die aus „weißem Knochen“ (Elfenbein, Stoßzähne von Seekühen) hergestellt wird. Der Ursprungsraum ist Gayo Lues. Das Heft ist in Klingennähe rund gearbeitet. Einige Zentimeter von der Klinge entfernt biegt das Heft leicht ab und wird nach der Biegung dicker. Anschließend folgt eine weitere leichte Biegung, nach der das Heft dünner und rund wird. Dieses dünne Knaufende ist wesentlich kürzer als das Knaufende Hulu Meuccange (1.).

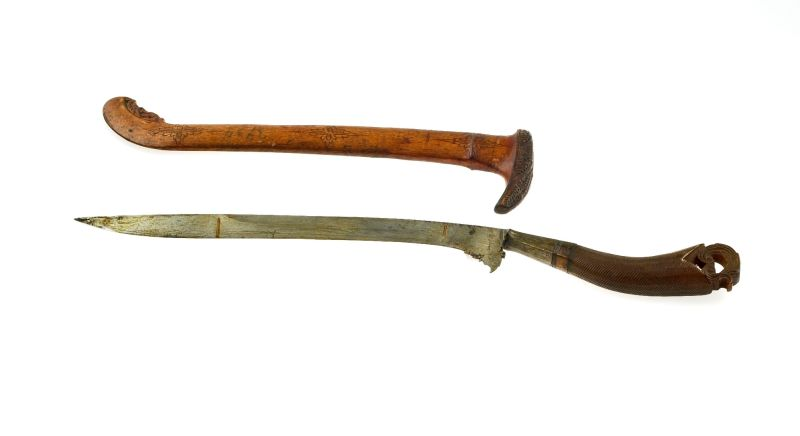
Rencong mit Horngriff und Holzscheide

Die Scheiden werden in der Regel aus Holz hergestellt und sind mit Pflanzenornamenten verziert. Sie sind meistens in einem hellbraunen Farbton gehalten, flachoval und folgen der Klingenform. Der Scheidenmund ist verbreitert gestaltet und zur Schneidenseite hin mehr überstehend als zur Klingenrückenseite hin. An der Schneidenseite biegt der überstehende Teil nach unten zum Ort hin ab und endet leicht spitz. Der verbreiterte Scheidenmund ist meist mit Arabesken verziert. Der Ortbereich ist ebenfalls gebogen gestaltet und biegt zum Klingenrücken hin ab. Beide Seiten der Scheiden sind oft auf ganzer Länge mit geschnitzten, figürlichen Darstellungen verziert. Sie können aus einem oder zwei Teilen hergestellt worden sein. Wenn sie aus einem Teil bestehen, werden sie mit Hilfe eines Einschnittes auf der Rückseite der Klinge ausgehöhlt. Bei Fertigstellung wird dieser Einschnitt mit einem sehr präzise gearbeiteten Holzstück wieder verschlossen. Es gibt auch Versionen, die mit Metall- oder Edelmetallblech belegt sind.

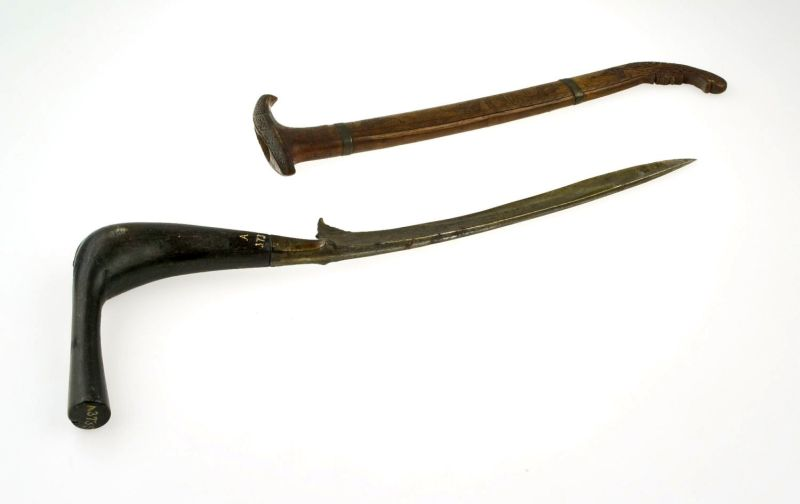
Rencong mit Hulu Meuccange-Heft

Der Rencong wird auf der linken Körperseite getragen, indem er zwischen Körper und Gürtel eingesteckt wird. Er wird von Ethnien in Sumatra benutzt und ist bis heute in der Kampfkunst Silat in Gebrauch.